# Arquitetura modernista no Brasil

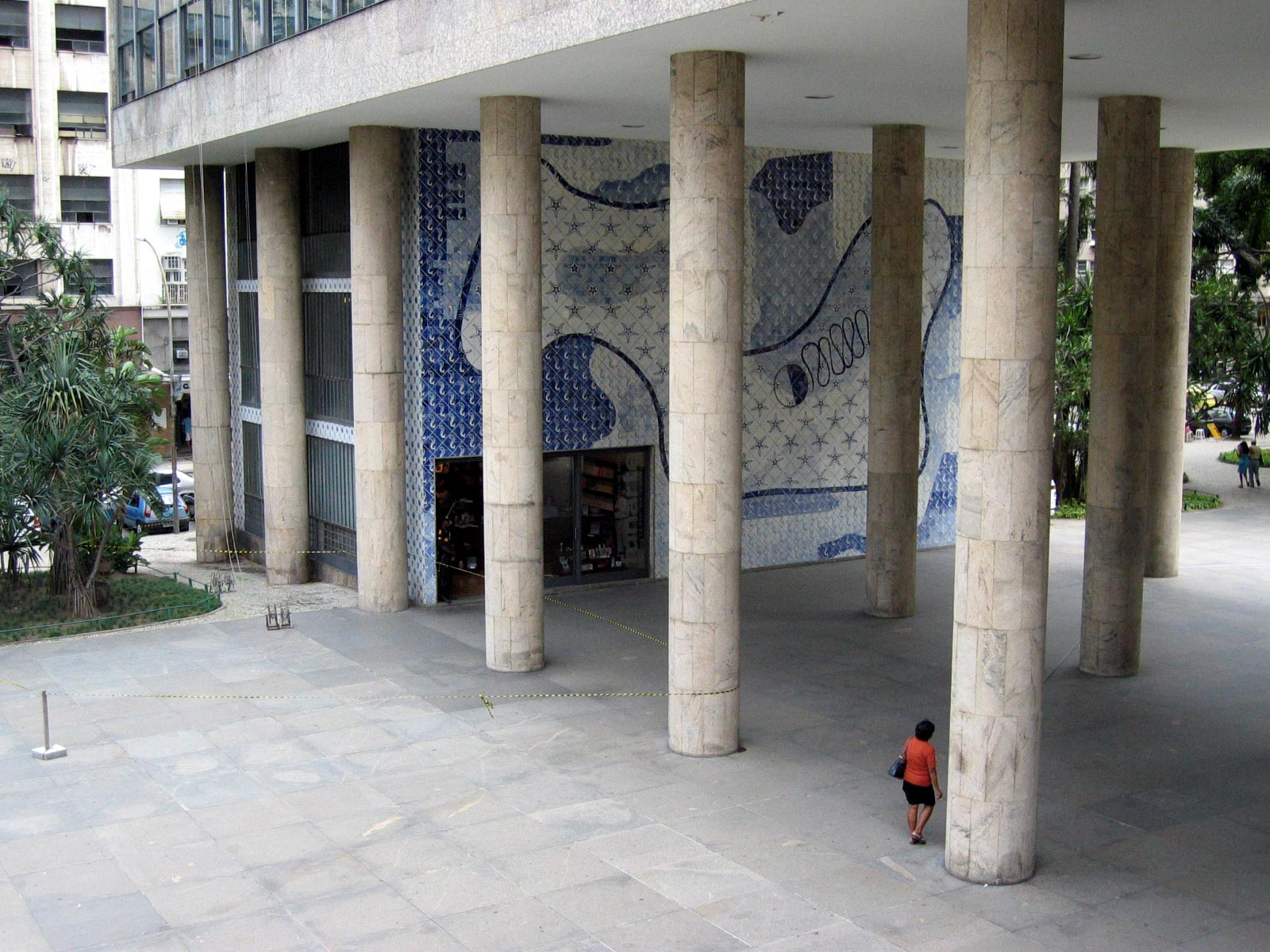
Pilotis do Edifício Gustavo Capanema, no Rio de Janeiro.

A arquitetura modernista no Brasil foi a produção que ocorreu  principalmente no período entre 1930 e 1960. Recebe a influência direta do movimento moderno europeu e mais especificamente de Le Corbusier. Podemos encontrar como exemplo de arquitetura moderna o Edifício Gustavo Capanema.

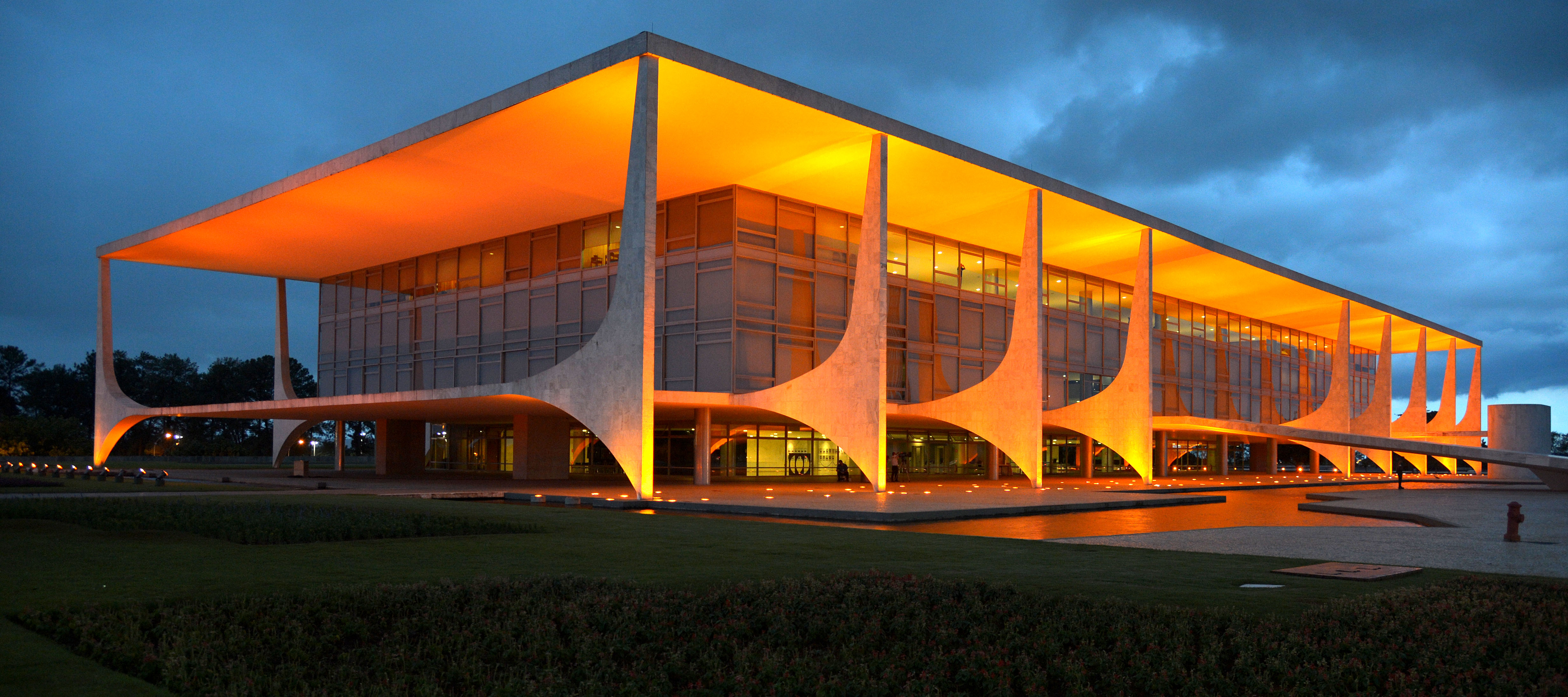

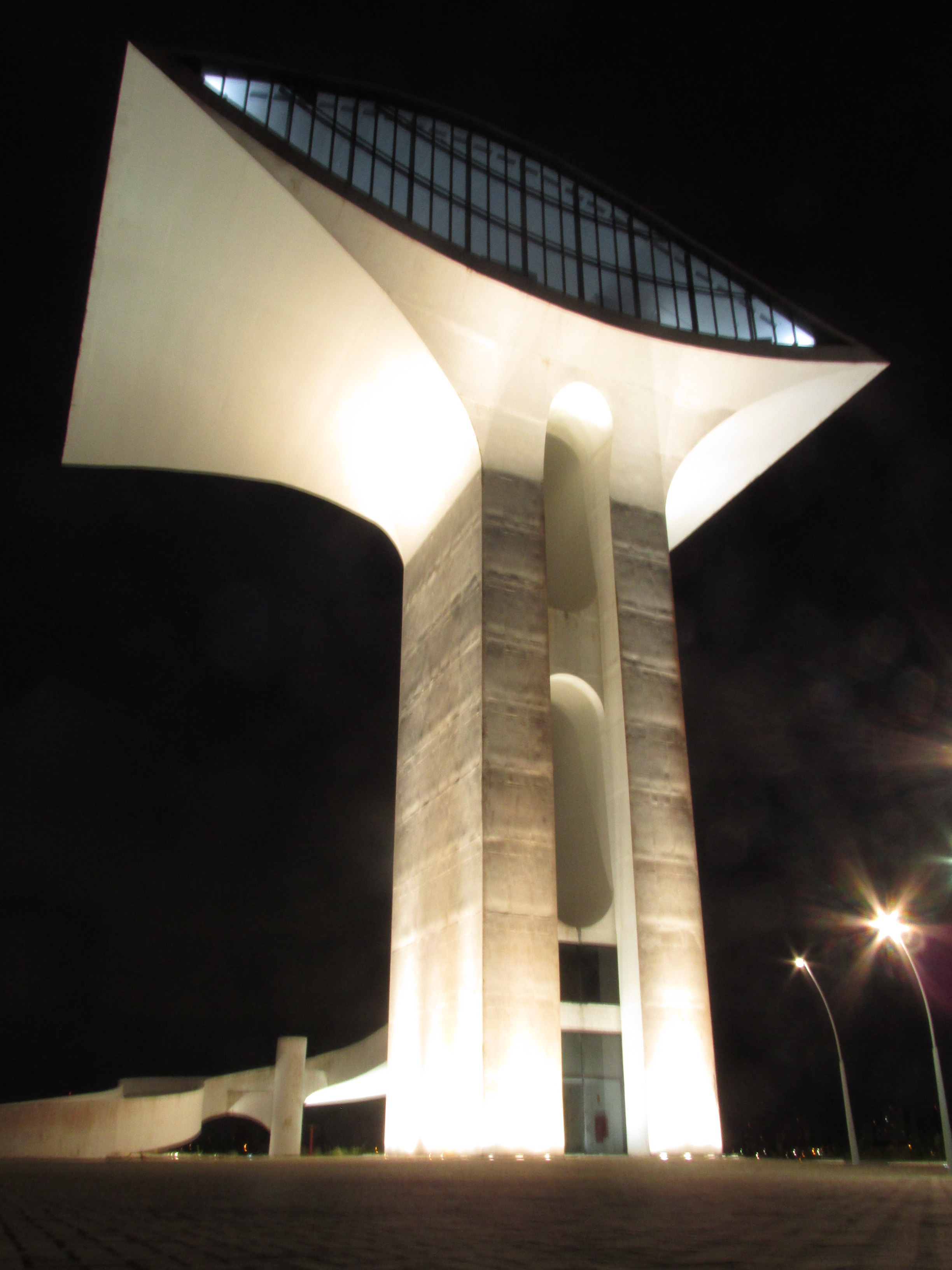
Parque dom Nivaldo monte

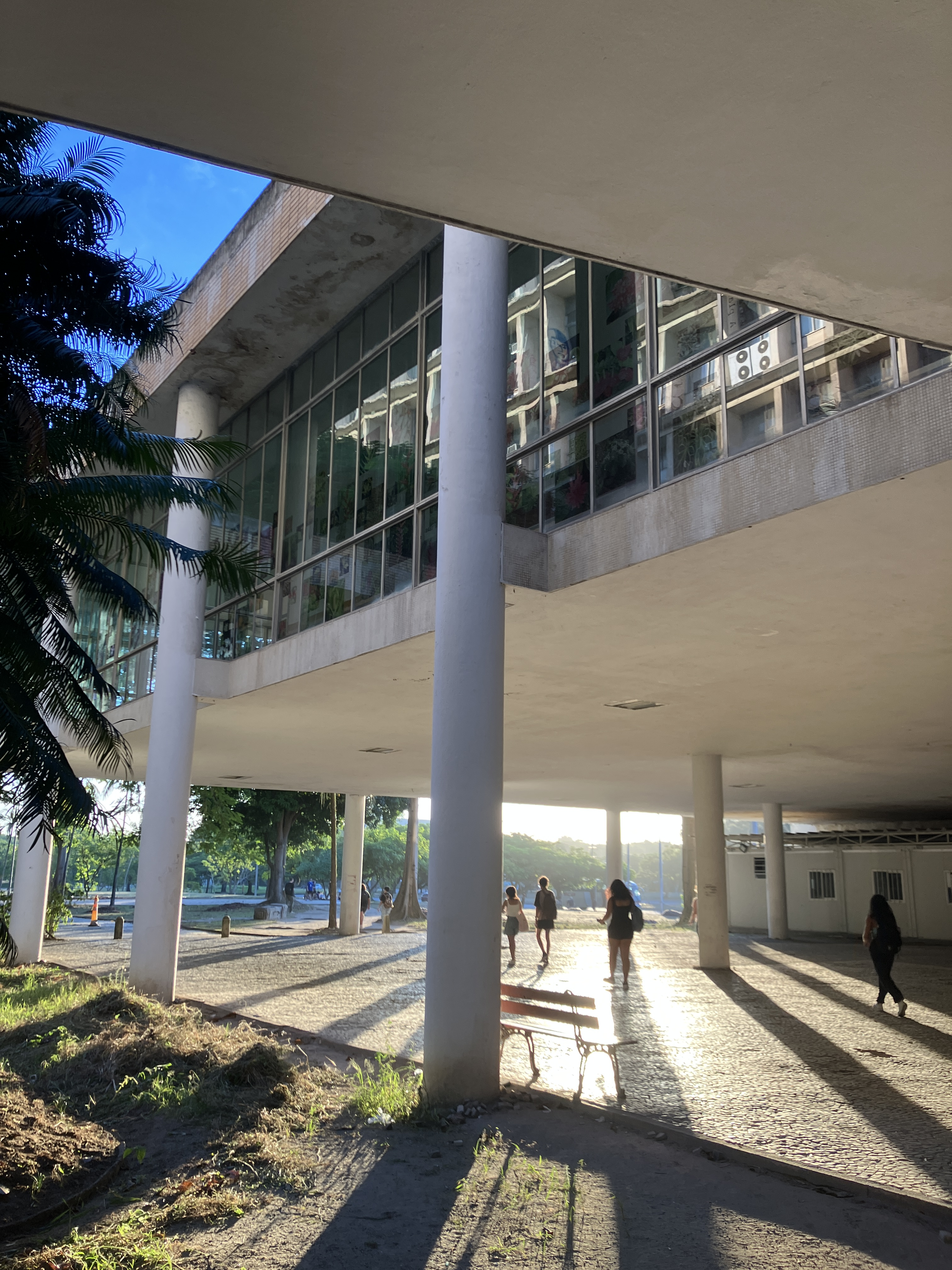
Saída do Edifício Jorge Machado Moreira (Prédio da FAU UFRJ)